# Песчаный (Быковский район)
Песча́ный — посёлок в Быковском районе Волгоградской области России. Входит в состав Кисловского сельского поселения.

## География
Посёлок расположен в Заволжье, в нескольких километрах от левого берега Волги (Волгоградского водохранилища) и в 5 километрах восточнее села Кислово. В 1 километре западнее посёлка проходит трасса Р226.
К северу от посёлка проходит канал оросительной системы. В окрестностях располагаются также нефтяные скважины.
Посёлок обслуживается отделением почтовой связи 404066, которое расположено в селе Кислово.

## История
На 01 ноября 1988 года посёлок входил в состав Кисловского сельского совета.